# ジェームズ・ヘップバーン (第4代ボスウェル伯爵)
第4代ボスウェル伯爵ジェームズ・ヘップバーン（James Hepburn, 4th Earl of Bothwell, 1535年 - 1578年4月14日）は、スコットランド女王メアリーの3人目の夫（王配）。

## 生涯

### ジェームズの生い立ち
ジェームズはスコットランドの名門貴族ボスウェル伯家に生まれた。曾祖父はスコットランド国王の執事であり、艦隊司令部の総督・エディンバラの高等行政官・国境地帯の長官を兼任した。祖父はこれらの役職を引き継いだが、イングランドとの戦いで若くして亡くなったという。父パトリックは素行が悪く、多額の借金を抱え、報酬のいいイングランドに雇われることもあったという。また、国境地帯の盗賊団と一仕事したため、投獄されたこともあったらしい。その後はイングランドに亡命したが、王太后メアリー・オブ・ギーズの恩赦を受けて職務にも復帰し、宮廷に迎え入れられた。その後1556年、盗賊団との小競り合いで45歳で命を落としたという。
パトリックは、当時未亡人となっていたメアリー・オブ・ギーズと結婚できるかもしれないと勝手に思い込み、1543年の秋に妻のアグネス・シンクレアと離婚した。そのため、ジェームズは7歳の時に大叔父のマリー大司教に引き取られ、妹のジャネットは母アグネスに引き取られた。彼は大変な読書家で、兵法書や軍事史の知識を習得したという。また、フランス語やイタリア語も習得し、読み書きさえおぼつかない有様だった当時の無教養な他のスコットランド貴族たちとは大きな差があった。自然科学にも深い関心を寄せていたという。

### 国境防衛
ジェームズは自ら騎馬隊の装備を整え、訓練もおこない、絶え間なく進入を繰り返すイングランドの軍隊や盗賊団を国境で何度も撃退した。イングランドの兵士の襲撃に常におびえていたエディンバラの住民たちは、もっとジェームズに権限を与えて欲しいと陳情するほどであった。そのためメアリー・オブ・ギーズはジェームズが22歳の頃、国境のハーミテージ砦の指揮官に任命した上、地域一帯の指揮権を与えた。この時ジェームズは父の死により第4代ボスウェル伯となっていた。
メアリー・オブ・ギーズはこう書いている。
ボスウェルを選んだのは、彼が貴族達の中で抜きん出ていたからです。彼にはスコットランドの防衛と敵への攻撃に関する全権限をゆだねました。まだ若いのにイングランドを相手に勇敢な戦いぶりを見せ、その優れた判断力や決断力には目をみはるものがありました。
彼の兵力はイングランドよりも相当劣っていたにも拘らず、巧みな戦術で勝利し、敵から軍資金を奪った。また、イングランド軍の陣営に奇襲をかけて、総司令官に重傷を負わせるほどの働きを見せている。

### 女王の帰国
1560年に夫フランソワ2世と死別して未亡人となった女王メアリーは、1561年8月20日に帰国した。女王の帰国に当たって、ボスウェル伯は海軍司令官として万全を尽くした。当時のスコットランドの実力者だったマリ伯ジェームズ・ステュアートは、なんとかボスウェルを会衆の仲間に引き入れようと何度も説得を試みたが、彼はあくまでもメアリーに忠誠を誓い、マリ伯の誘いに乗らなかった。このため、マリ伯とボスウェルは終生にわたって激しく対立した。また、マリ伯は手を回して、できるだけボスウェルをエディンバラから遠ざけ、枢密院に影響力を持てないようにした。
1565年7月29日、女王メアリーとダーンリー卿ヘンリー・ステュアートが結婚したが、8月1日にはエリザベス1世からの援助を取り付けたマリ伯が反乱を起こした。しかし、期待していたイングランドからの援軍は現れず、ボスウェルはマリ伯の軍隊を撃退し、マリ伯は他の主犯格のスコットランド貴族たちとイングランドに亡命した。同年、ボスウェルはスコットランド有力貴族で有力なカトリック貴族でもある、ゴードン家のハントリー伯の妹ジーンと結婚した。ゴードン家は1562年の夏にメアリーに対して謀反を起こしていたが、マリ伯の反乱鎮圧のために恩赦を与えられて地位も回復していた。

### リッチオとダーンリー卿の死
1566年3月9日夜、ホリルード宮殿で女王メアリーの秘書リッチオが数人の貴族によって、女王の目の前で殺害された。その時の部屋に他に居合わせたのは、ダーンリー卿、主馬頭ジョン・エルスキン、マリ伯の弟ロバートと妹ジーンだった。他にはボスウェルとハントリー伯がいた。彼らは晩餐には招かれていなかった。後は数人の貴族たちがいた。リッチオを殺害した貴族たちは、ボスウェルとハントリー伯の殺害も狙っていたらしく、2人を探したが、彼らはつなぎ合わせたシーツをロープ代わりにして逃げた後だった。同年6月19日にメアリーはジェームズ（後のスコットランド王・イングランド王ジェームス6世および1世）を出産した。
1567年2月にダーンリー卿の療養のため、メアリーは臣下たちとカーク・オ・フィールド教会でしばらく過ごすことになった。しかし2月10日の夜中、ダーンリー卿が殺害されているのが発見された。その後の枢密院では、ボスウェル1人の単独犯行という判決が出された。しかし、4月12日のトルブースでの裁判では無罪判決が出された。

### 女王との結婚、内乱
1567年4月23日にボスウェルによってメアリーが誘拐されるという形で、5月15日に2人は結婚した。メアリーは彼にオークニー公爵の称号を与え、オークニー諸島とシェトランド諸島の領地を与えた。しかし、6月6日にはアーガイル・モートン・アソールなどの反ボスウェル派の貴族たちが反乱を起こし、メアリーとボスウェルは反乱軍と戦ったものの、6月15日にエディンバラ東部の町カーベリー・ヒルで投降した。
ボスウェルはメアリーと別れた後、ダンバー城にたどりついた。以前からマリ伯の行動に不審を抱いていた貴族たちがそこに集結しており、ボスウェルは小規模な軍隊を編成したが、枢密院の有罪宣告により貴族たちは姿を消していってしまい、メアリー救出までには至らなかった。ボスウェルの首には1000クローネの懸賞金が賭けられた。その後、ボスウェルはハントリー伯を訪ねたが、協力は得られなかった。

### 逃避行、北欧での最期
そこでボスウェルは養父で大叔父のマリー大司教の援助により、6隻の商船と漁船を率いて自分の領地であるオークニー諸島に向かった。領民からは歓迎されたが、ボスウェル逮捕命令を受けた城の司令官が攻撃してきたため、もう一つの領地であるシェトランド諸島に向かった。ここでも歓迎を受けたものの、マリ伯が小規模の艦隊を送り込んできた。
ボスウェル一行は小さな船に乗り込み、ノルウェーに漂着した。しかし、ノルウェーからデンマークのコペンハーゲンに連行され、そこで身柄を拘束されることになった。その後、マルメー城からドラグスホルムの国事犯収容の監獄に移された。
1578年4月14日にボスウェルは獄死した。

## 関連図書
- テア・ライトナー『陰の男たち 女帝が愛した男たち2』　庄司幸恵訳、花風社、1999年、221頁。

| スコットランドの爵位          | スコットランドの爵位                 | スコットランドの爵位 |
| ----------------------------- | ------------------------------------ | -------------------- |
| 先代 パトリック・ヘップバーン | ボスウェル伯 1556年 - 1567年         | 次代 剥奪            |
| 名誉職                        |                                      |                      |
| 先代 第3代ボスウェル伯        | スコットランド海軍卿 1556年 - 1567年 | 次代 第4代モートン伯 |